# Frank Langella
Frank A. Langella Jr. (Bayonne, 1 januari 1938) is een Amerikaans toneel- en filmacteur van Italiaanse afkomst. Hij werd in 2009 genomineerd voor onder meer een Academy Award, een Golden Globe en een BAFTA Award voor het spelen van Richard Nixon in Frost/Nixon. Voor diezelfde rol in de toneelversie van het stuk won hij daadwerkelijk zijn derde Tony Award. Eerdere Tony's won hij voor zijn bijrol in het toneelstuk Seascape (1975) en zijn hoofdrol in Fortune's Fool (2002).
Langella trouwde in 1977 met Ruth Weil, met wie hij twee kinderen kreeg. Hun huwelijk kwam in 1996 ten einde. Hij nam zijn dochter Sarah in 2009 mee als metgezel naar de Oscaruitreikingen.

## Filmografie
*Exclusief 15+ televisiefilms
| - The Trial of the Chicago 7 (2020) - Youth in Oregon (2016) - Captain Fantastic (2016) - Robot & Frank (2012) - Unknown (2011) - All Good Things (2010) - Wall Street: Money Never Sleeps (2010) - The Box (2009) - The Tale of Despereaux (2008, stem) - Frost/Nixon (2008) - The Caller (2008) - Starting Out in the Evening (2007) - The Novice (2006) - Superman Returns (2006) - Return to Rajapur (2006) - 10.5: Apocalypse (televisiefilm) - Good Night, and Good Luck. (2005) - How You Look to Me (2005) - Now You See It... (2005) - Back in the Day (2005) - Breaking the Fifth (2004) - House of D (2004) - Sweet November (2001) - Stardom (2000) - Dark Summer (2000) - The Ninth Gate (1999) - I'm Losing You (1998) | - Small Soldiers (1998, stem) - Alegría (1998) - Lolita (1997) - Eddie (1996) - Cutthroat Island (1995) - Bad Company (1995) - Junior (1994) - Brainscan (1994) - Dave (1993) - Body of Evidence (1993) - 1492: Conquest of Paradise (1992) - True Identity (1991) - The Magic Balloon (1990) - And God Created Woman (1988) - Masters of the Universe (1987) - The Men's Club (1986) - Sphinx (1981) - Those Lips, Those Eyes (1980) - Dracula (1979) - The Mark of Zorro (1974, televisiefilm) - The Wrath of God (1972) - La maison sous les arbres (1971, aka The Deadly Trap) - The Twelve Chairs (1970) - Diary of a Mad Housewife (1970) |

## Televisieseries
*Exclusief eenmalige gastrollen
- The Americans  – Gabriel ⟨2015-2017, 31 afleveringen⟩
- Kitchen Confidential - Pino (2005-2006, zes afleveringen)
- Unscripted - Goddard Fulton (2005, tien afleveringen)
- Star Trek: Deep Space Nine - Minister Jaro (1993, drie afleveringen)
- Swiss Family Robinson - Jean LaFitte (1976, twee afleveringen)